# Mercado de peixes de Tsukiji

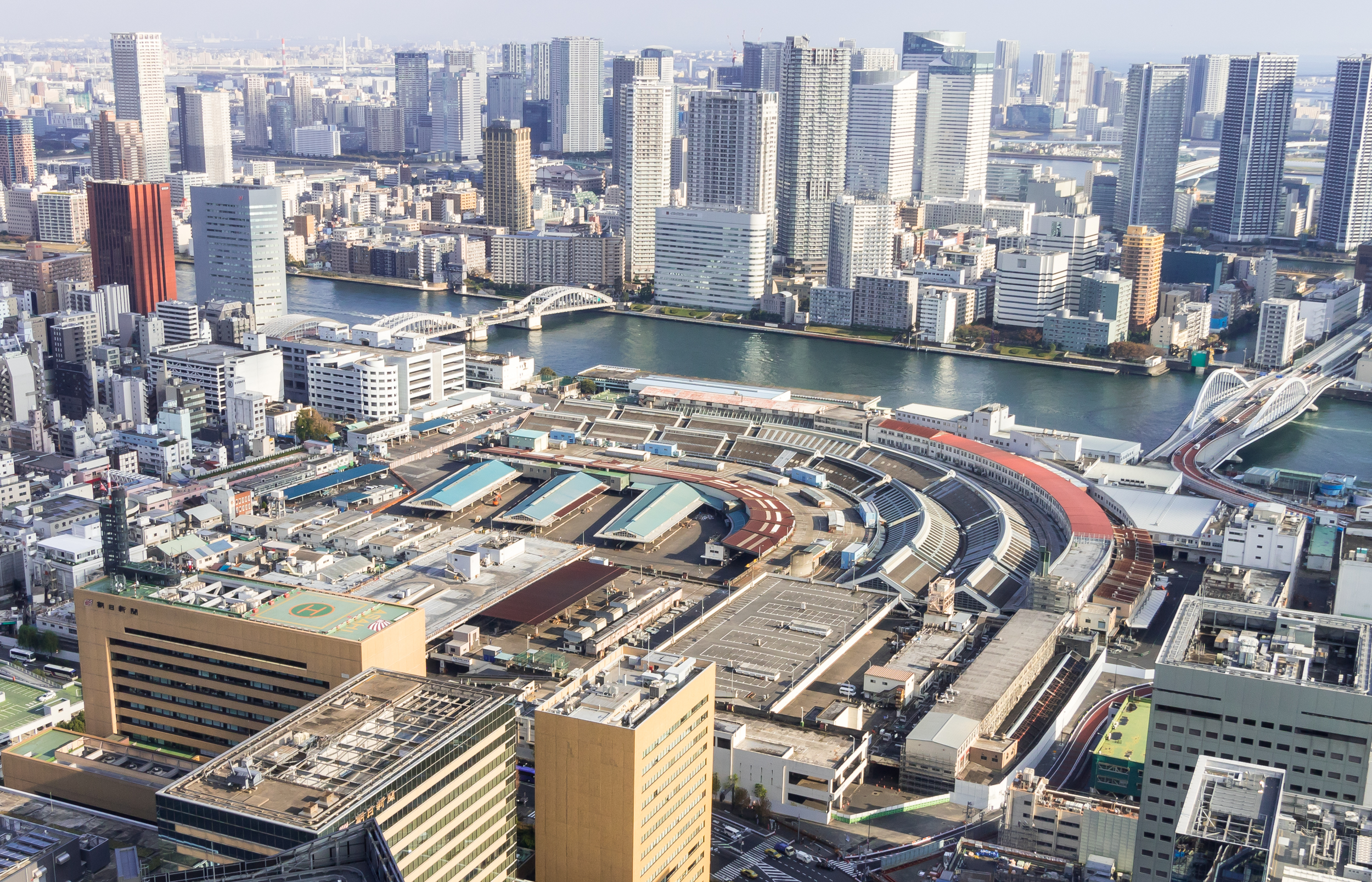
Tsukiji visto do Shiodome (2018)

O Mercado de Tsukiji (築地市場, Tsukiji shijō), supervisionado pelo Mercado Atacadista Central Metropolitano de Tóquio (東京都中央卸売市場, Tōkyō-to Chūō Oroshiuri Shijō)  do Departamento da Indústria e Trabalho Metropolitano de Tóquio é o maior mercado atacadista de peixes e frutos do mar do mundo e também um dos maiores mercados atacadistas de comidas de qualquer  tipo.
O mercado localiza-se em Tsukiji, no centro de Tóquio, entre o Rio Sumida e o distrito comercial de Ginza. Enquanto o centro do mercado é restrito ao acesso dos visitantes, o mercado de varejo, restaurantes e lojas de materiais de restaurantes do lado de fora permanecem uma grande atração turística para visitantes japoneses e estrangeiros.

## Localização

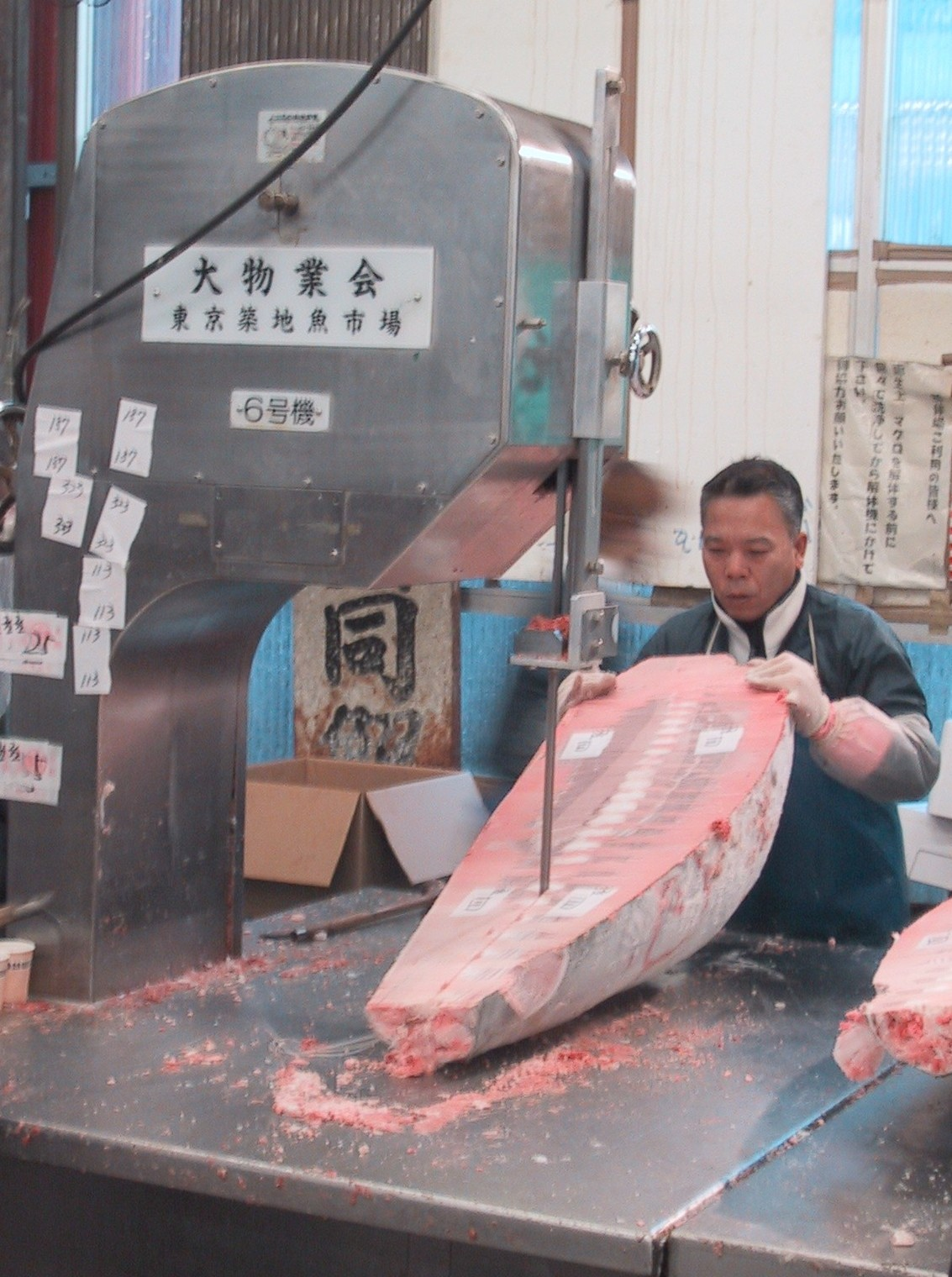
Cortando o atum congelado com uma serra elétrica

O mercado localiza-se perto da Estação Tsukijishijo na Linha Toei Oedo e Estação Tsukiji na Linha Hibiya do Metrô de Tóquio. Há duas seções distintas do mercado como um todo.
O "mercado interior" (jōnai-shijō) é o mercado atacadista licenciado, onde aproximadamente 900 comerciantes atacadistas operam pequenas barracas e onde leilões e a maior parte do processamento do peixe ocorre. O "mercado exterior" (jōgai-shijō) é uma mistura de lojas de atacado e varejo que vendem utensílios de cozinha japoneses, suprimentos de restaurantes, mercearias e frutos do mar, e muitos restaurantes, especialmente restaurantes de sushi. A maior parte das lojas no mercado exterior fecham no começo da tarde, e as do mercado interior ainda mais cedo.

## Economia
O mercado lida com mais de 400 tipos diferentes de frutos do mar de algas baratas ao caviar mais caro, de pequenas sardinhas a atuns de 300 kg e espécies controversas de baleia. No total, mais de 700 000 toneladas de frutos do mar são manipulados todos os anos nos três mercados de frutos do mar em Tóquio, com um valor total de mais de 600 bilhões de ienes (aproximadamente 5,9 bilhões de dólares em 24 de novembro de 2013). O número de empregados registrados em 25 de janeiro de 2010 varia de 60 000 a 65 000, incluindo atacadistas, contadores, leiloeiros, oficiais da empresa e distribuidores.

## Operações
O mercado abre em quase todas as manhãs (exceto domingos, feriados e algumas quartas-feiras) às 3 horas da manhã com a chegada de produtos por navio, caminhão e avião de todo o mundo. Particularmente impressionante é o descarregamento de toneladas de atum congelado. As casas de leilão (atacadistas conhecidos em japonês como oroshi gyōsha) então estimam o valor e preparam o recebimento dos produtos para os leilões. Os compradores (licenciados a participarem dos leilões) também inspecionam o peixe para estimar para qual peixe eles gostariam de dar uma oferta por qual preço.
Os leilões começam por volta das 5:20 da manhã. Os lances podem somente ser dados por participantes licenciados. Esses candidatos incluem atacadistas intermediários (nakaoroshi gyōsha) que operam barracas no mercado e outros compradores licenciados que são agentes de restaurantes, empresas de processamento de alimentos e grandes varejistas.
Os leilões geralmente terminam por volta das 7 horas da manhã. Após, os peixes comprados são carregados nos caminhões para serem enviados ao próximo destino ou carregados em pequenos carrinhos às muitas lojas dentro do mercado. Lá, os proprietários das lojas cortam e preparam os produtos para o varejo. No caso de peixes maiores, por exemplo atum e peixe-espada, o corte e a preparação são elaborados. O atum e o peixe-espada congelados são muitas vezes cortados com grandes serras elétricas, e o atum fresco é cortado com facas extremamente longas (algumas com mais de um metro de cumprimento) chamadas de oroshi-hōchō, maguro-bōchō, ou hanchō-hōchō.

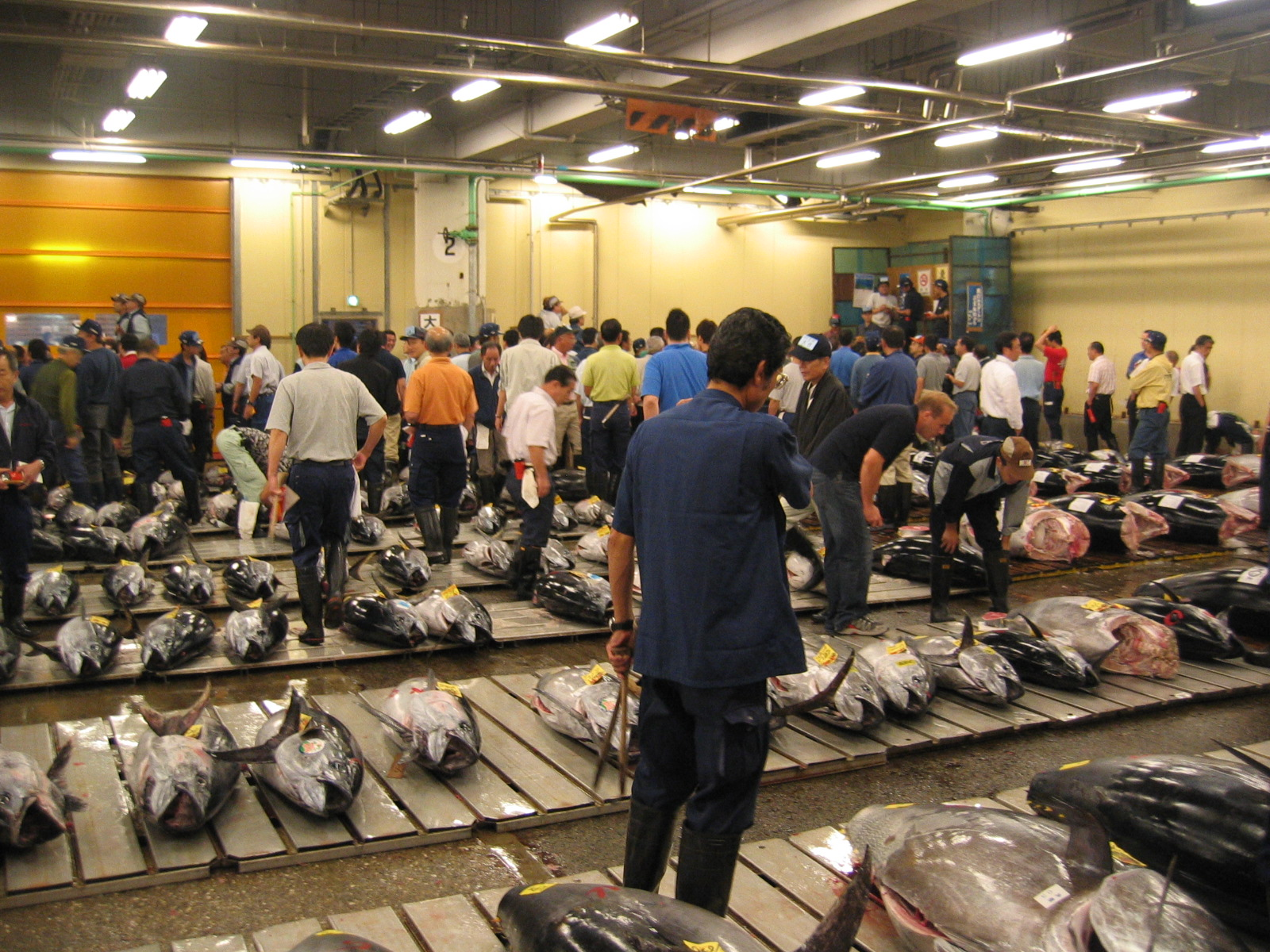
Fim do leilão de atum fresco em Tsukiji
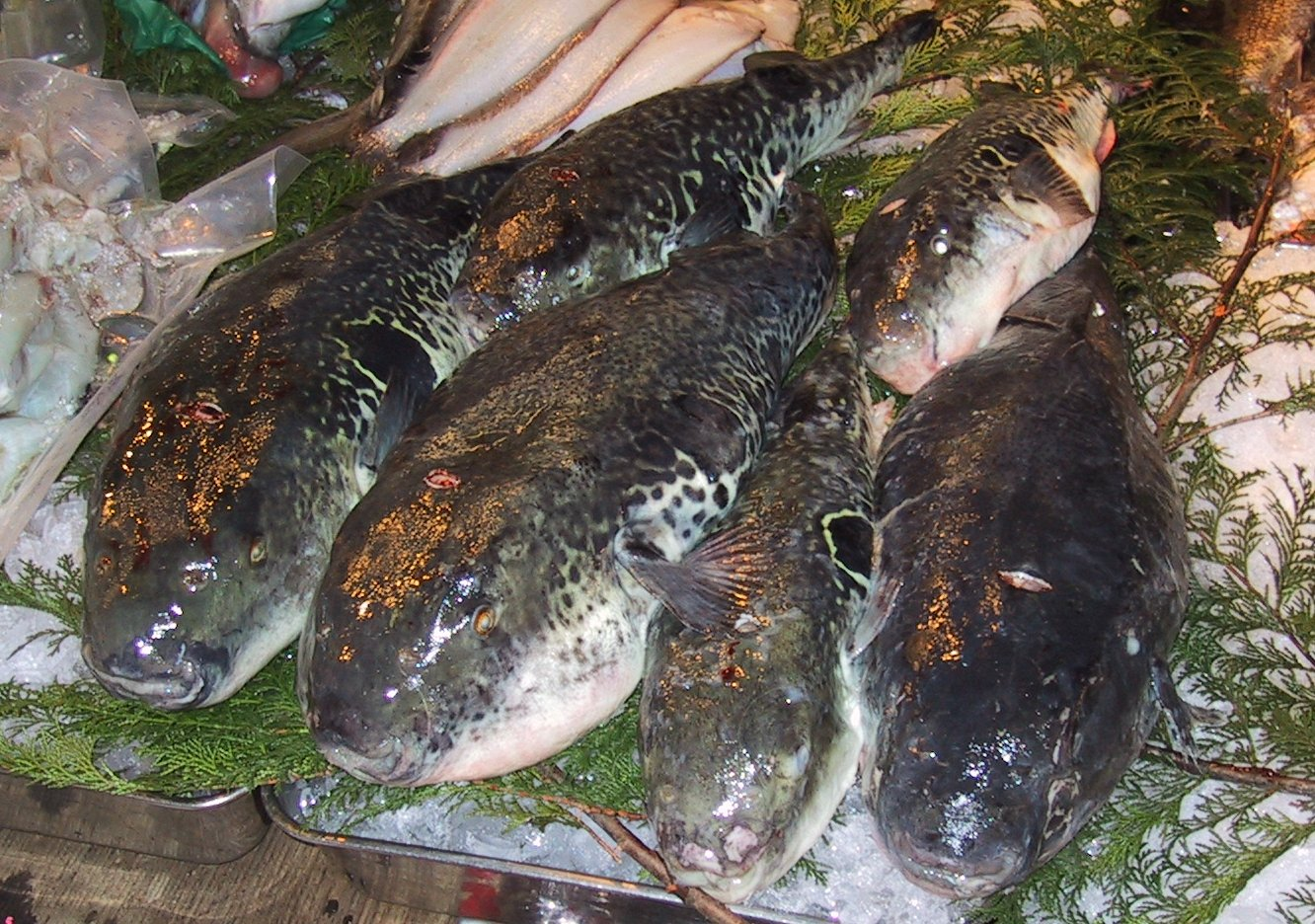
Uma caixa com seis Takifugu rubripes no gelo para venda em Tsukiji
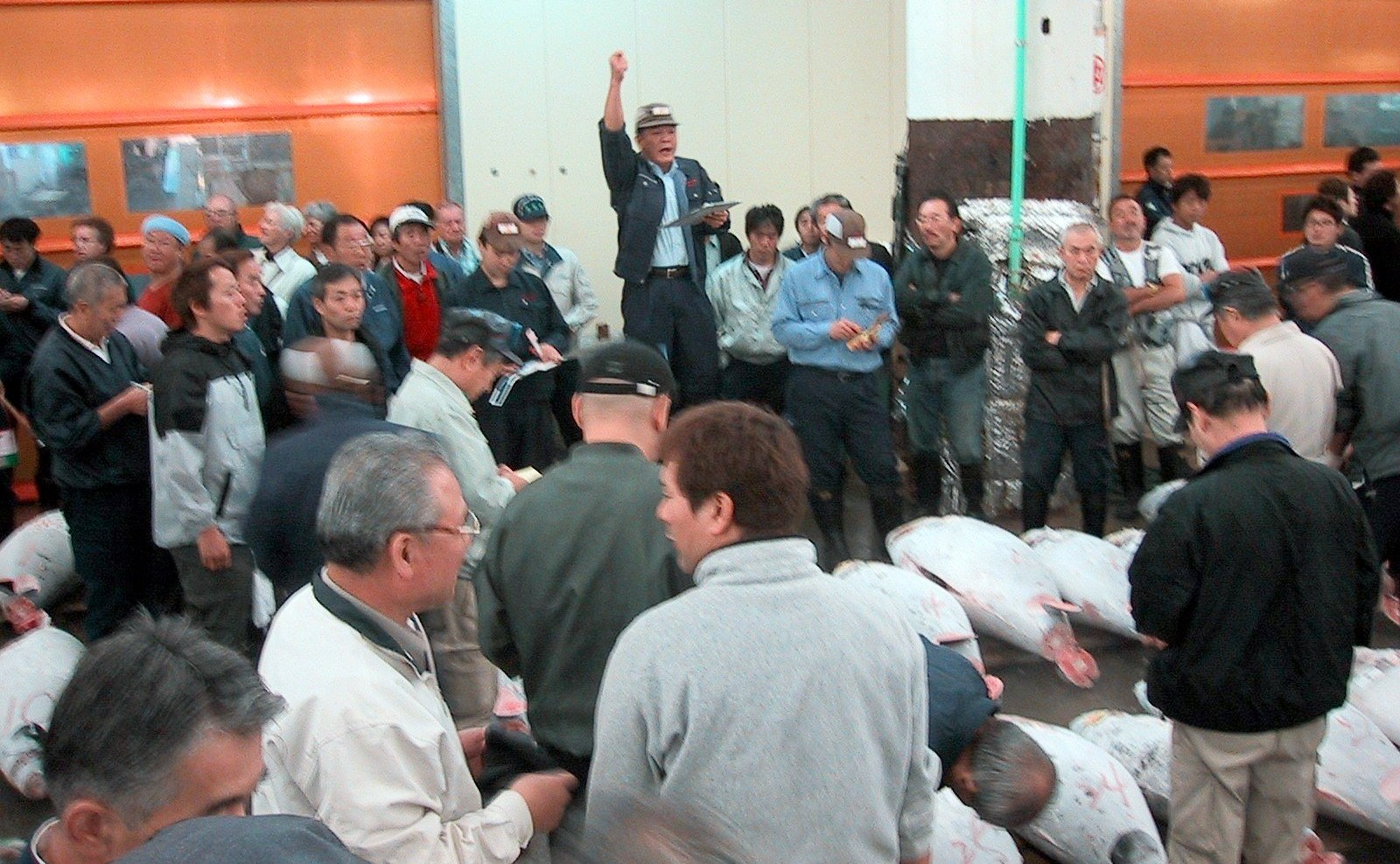
Leilão de atum em Tsukiji
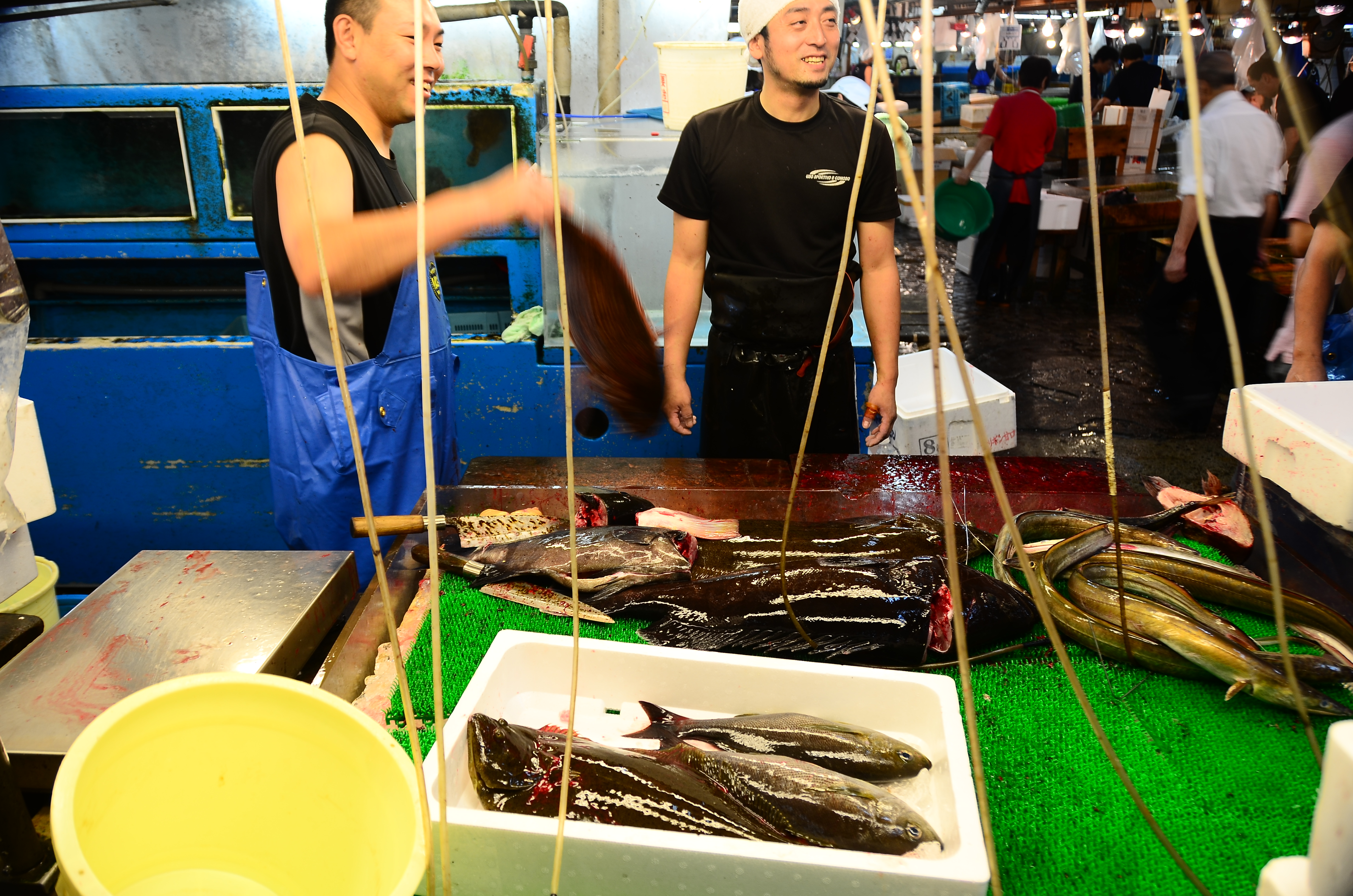
Pescador cortando peixe em Tsukiji
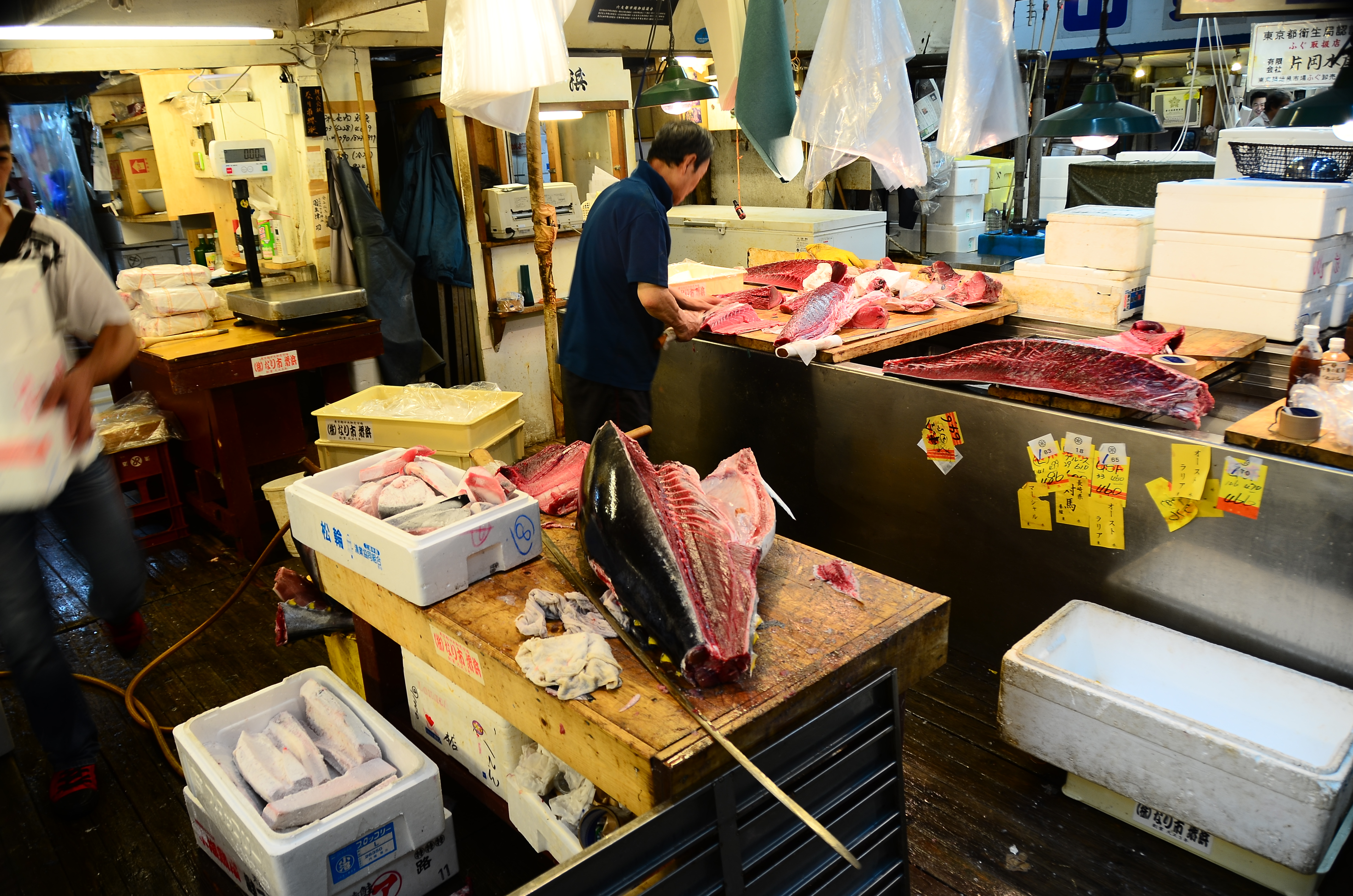
Pescador cortando peixe em Tsukiji
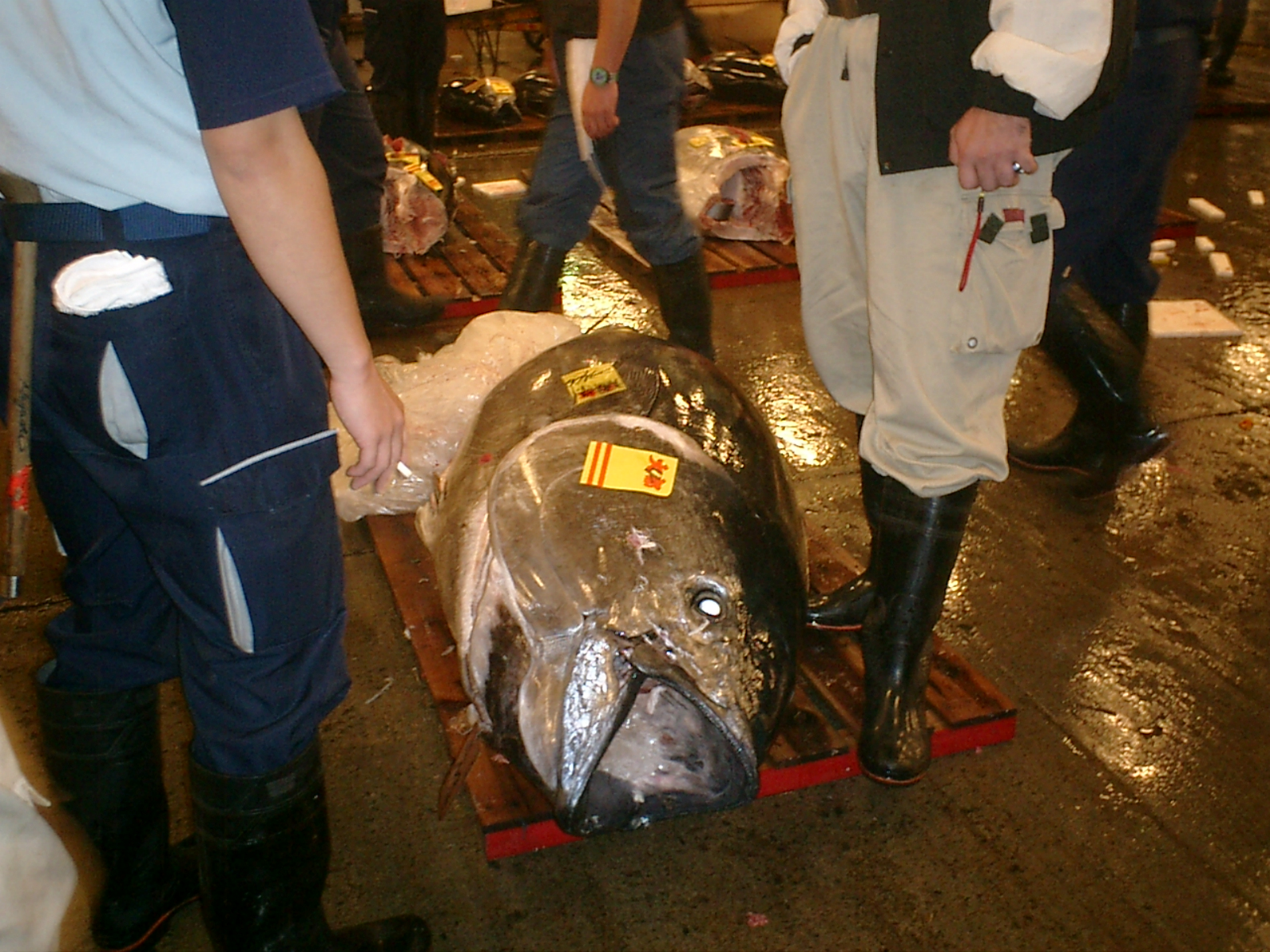
Atum leiloado

O mercado é mais lotado entre as 5:30 e 8 horas da manhã, sendo que a atividade diminui significativamente após. Muitas lojas começam a fechar por volta das 11 horas da manhã e o mercado fecha para limpeza por volta das 1 hora da tarde. Os turistas podem visitar o mercado diariamente entre 5 e 6:15 horas da manhã e assistir os procedimentos de uma área designada, exceto durante períodos em que é fechado para o público.
Devido ao aumento de turistas e os problemas que eles causam, o mercado proibiu todos os turistas nos leilões de atum em algumas ocasiões, incluindo de 15 de dezembro a 17 de janeiro de 2009, 10 de dezembro 2009 a 23 de janeiro de 2010, e 8 de abril de 2010 a 10 de maio de 2010. Após a última proibição que terminou em maio de 2010, os leilões de atum foram reabertos ao público com um limite máximo de 120 visitantes por dia sendo que os primeiros a chegarem são os que entram. A entrada dos visitantes nos mercados atacadistas interiores é proibida até as 9 horas da manhã. Devido aos terremotos de março de 2011, todos os turistas foram proibidos de assistir os leilões de atum até 26 de julho de 2011, quando foi novamente permitido.
Os inspetores do Governo Metropolitano de Tóquio supervisionam as atividades no mercado para fazer cumprir a Lei de Higiene Alimentar.

## História

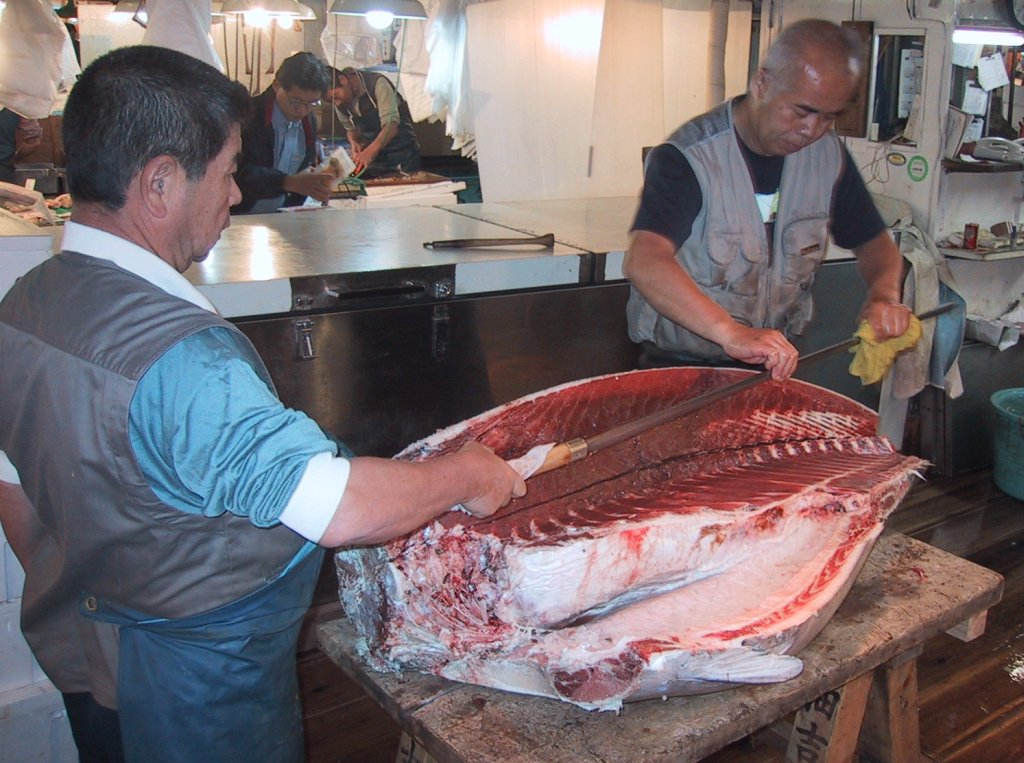
Um oroshi hocho em uso no mercado de peixes de Tsukiji, em Tóquio

O primeiro mercado em Tóquio foi fundado por Tokugawa Ieyasu durante o período Edo para fornecer alimento ao castelo de Edo (atualmente Tóquio). Tokugawa Ieyasu convidou os pescadores de Tsukuda, Osaka a Edo para fornecerem peixe ao castelo. O peixe não comprado pelo castelo era vendido perto da ponte Nihonbashi, em um mercado chamado uogashi (literalmente
, "cais de peixes") que foi um dos muitos mercados atacadistas especializados que margeavam os canais de Edo (como Tóquio era conhecida até a década de 1870).
Em agosto de 1918, após a "revolta do arroz" (Kome Sōdō), que surgiu em mais de 100 cidades e vilas em protesto contra a falta de comida e práticas especulativas de atacadistas, o governo japonês foi forçado a criar novas instituições para a distribuição de alimentos, especialmente em áreas urbanas. Uma Lei do Mercado Atacadista Central foi estabelecida em março de 1923.
O Grande terremoto de Kanto em 1º de setembro de 1923 devastou a maior parte do centro de Tóquio, incluindo o mercado de peixes de Nihonbashi. Após o terremoto, o mercado foi realocado para o distrito de Tsukiji e, após a construção de instalações modernas em 1935, o mercado de peixes começou suas operações sob a Lei do Mercado Atacadista Central de 1923. Três grandes mercados em Tsukiji, Kanda e Koto começaram a operar em 1934. Mercados especializados menores foram estabelecidos em Ebara, Toshima e Adachi entre outros lugares. No presente, o sistema de mercados atacadistas do Governo Metropolitano de Tóquio inclui mais de uma dezena de mercados grandes ou especializados, manuseando frutos do mar, produtos, carne e flores.

## Edifício
Após o grande terremoto de Kanto de 1923, os arquitetos e engenheiros da Seção de Arquitetura do Governo Municipal de Tóquio foram enviados a Europa e América para realizar pesquisas para o novo mercado.

## Realocação planejada para Toyosu
O mercado de peixes de Tsukiji ocupa um terreno valioso próximo ao centro da cidade. O ex-Governador de Tóquio Shintaro Ishihara por repetidas vezes solicitou que o mercado fosse transferido para Toyosu, Koto, com a construção de um novo mercado a ser iniciada em 2013 com término em 2014. A nova localização foi criticada por ser altamente poluída e necessitar de uma limpeza. Há planos para manter um mercado de varejo, a um quarteirão do local atual, em Tsukiji. A área restante do mercado será reconstruída.

## Na mídia popular
- O mercado de peixes de Tsukiji esteve no episódio de 8 de julho de 2008 do reality show americano I Survived a Japanese Game Show. No episódio, o time vencedor (os Pinguins Amarelos) receberam uma recompensa na forma de um tour VIP no mercado de peixes.
- No filme documentário de 2011 Jiro Dreams of Sushi, o mercado é apresentado e discutido visto que ele tem relação com a profissão de Jiro Ono como um chef de sushi reconhecido mundialmente.[14]
- O mercado é apresentado no clipe do single de 2014 "Rather Be" da banda britânica Clean Bandit.